# 王逌
王逌（3世纪—4世纪），西晋年间京兆流民。
永嘉二年（308年），使持节、都督荆州诸军事、征南大将军高密王司马略鎮守襄陽时，王逌與叟人郝洛聚集數千人造反，聚眾劫掠城邑，駐扎於冠軍。司馬略派遣參軍崔曠率領將軍皮初、張洛等前去討伐王逌，結果戰敗。司馬略又仍派崔曠征討，令征南司马曹攄擔任護軍。崔曠是一名狡詐凶橫之徒，他欺騙曹攄在前線作戰，自己則佯稱擔任後援。當曹攄與王逌於酈縣大戰時，崔曠沒有出現救援，曹攄被逼孤立作戰，最終因寡不敵眾而戰死。
司马略赦免崔旷，再派遣部将韩松监督崔旷进攻王逌，王逌最终投降。